# Between Her Goodbye and My Hello
«Between Her Goodbye and My Hello» es una canción interpretada por Gladys Knight & the Pips. Fue publicado en marzo de 1974 como la tercera canción de su álbum recopilatorio Knight Time. Poco después, la canción fue publicada en junio de 1974 como el sencillo principal del álbum.

## Lista de canciones
7-inch single – Soul S 35111F
1. «Between Her Goodbye and My Hello» – 3:35
2. «This Child Needs Its Father» – 3:15

## Posicionamiento
| Gráfica (1974)                              | Pico de posición |
| ------------------------------------------- | ---------------- |
| Canadá (RPM Top Singles)                    | 81               |
| Estados Unidos (Billboard Hot 100)          | 57               |
| Estados Unidos (Billboard Hot Soul Singles) | 45               |
| Estados Unidos (Cash Box Top 100 Singles)   | 76               |
| Estados Unidos (Cash Box R&B Top 70)        | 22               |